# Conversor de torque
Conversor de binário (português europeu) ou conversor de torque (português brasileiro) é um dispositivo usado para transferir a força de rotação de um elemento motor (motor térmico, eléctrico, etc) para um eixo de carga, ou movido. Conversor de torque é uma modificação do sistema de transmissão hidráulica (embreagem hidráulica) e é comumente usado em automóveis de transmissão automática em substituição à embreagem manual, por fricção.

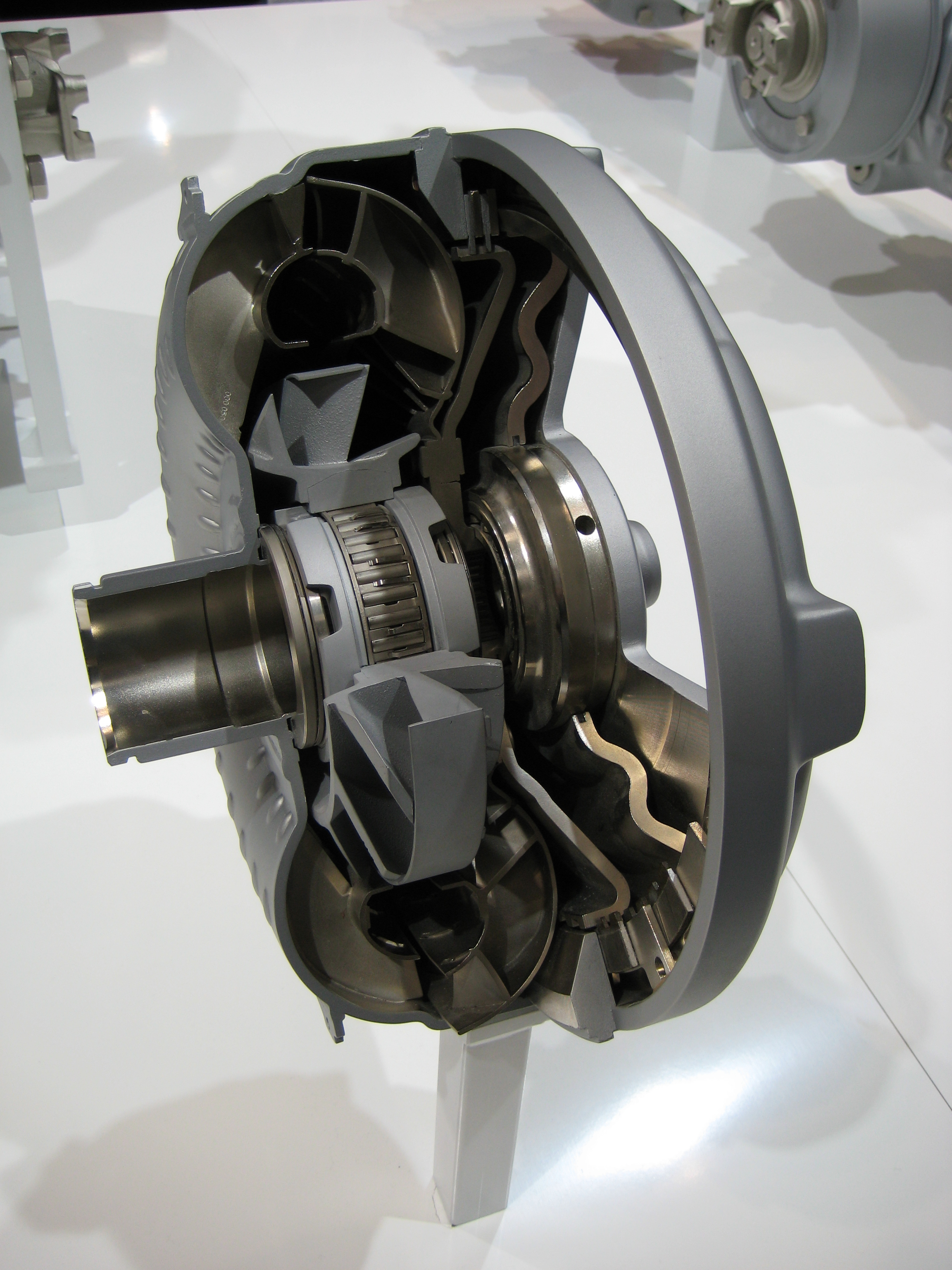
ZF coversor de torque

É composto por três elementos: bomba, estator (ou reactor) e turbina. A bomba é permanentemente conectada ao motor, propriamente dito; o estator é a parte fixa, responsável por direcionar o fluxo do fluido; a turbina é a parte movida, permanentemente conectada à caixa de velocidades, por exemplo. Não existe contato entre a bomba e a turbina. O fluido que sai das palhetas da turbina é direcionado para a bomba pelas palhetas do reator. A não existência do reator implicava que o fluido iria atuar contra as palhetas da bomba absorvendo parte da sua energia. Direcionar o fluido a acelerando-o nas palhetas do reactor estamos não só a evitar perdas de energia mas a aumentar o binário disponível (daí o nome de conversor de binário). O estator atualmente funciona usando uma embreagem unidirecional, permitindo que rode no mesmo sentido do conversor (da bomba e da turbina) a mais elevadas velocidades. Esta rotação do estator permite que reduzir o efeito reativo do fluido nas sua palhetas, minimizando o aquecimento do fluido, bem como as perdas de velocidade.